# Dekkingsbijdrage

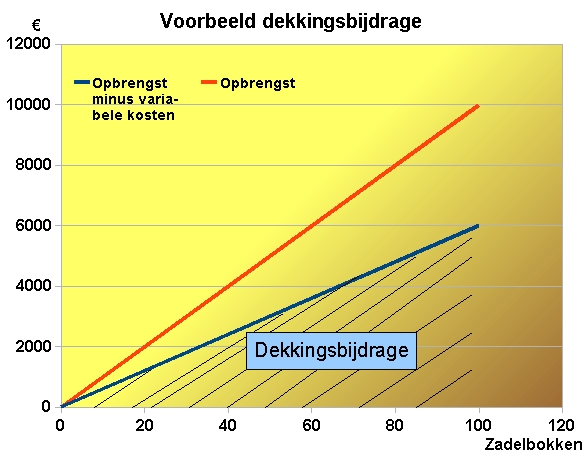
Voorbeeld dekkingsbijdrage. Toelichting: het aandeel van de variabele kosten is 40% van de verkoopprijs. Het gearceerde gedeelte geeft de dekkingsbijdrage aan

In de economie is de dekkingsbijdrage of contributiemarge de verkoopprijs verminderd met de variabele kosten per product. Het is de marge die overblijft per product voor het dekken (betalen) van de constante kosten en eventueel voor het maken van winst.
Om de totale dekkingsbijdrage te berekenen wordt de volgende formule gebruikt:
- totale dekkingsbijdrage = afzet × (verkoopprijs – variabele kosten per product)

Voor een ondernemer is het van belang dat alle kosten van de productie gedekt worden. In economisch moeilijke tijden kan kortstondig genoegen worden genomen met een verkoopprijs die boven de variabele kosten uitkomt. De constante kosten zijn op de korte termijn moeilijk beïnvloedbaar. De dekkingsbijdrage levert een bijdrage aan de constante kosten die anders – bij geen productie – helemaal niet gedekt worden. De constante kosten zijn vaak een uitvloeisel van investeringen gedaan in het verleden en nieuwe investeringen kunnen tijdelijk worden uitgesteld.
De dekkingsbijdrage, in euro, is decennialang in plaats van het bruto winstmargepercentage gebruikt door C&A voor merchandising-beslissingen.